# Spondylus gussonii
Spondylus gussonii is een tweekleppigensoort uit de familie van de Spondylidae. De wetenschappelijke naam van de soort werd in 1829 voor het eerst geldig gepubliceerd door Oronzio Gabriele Costa.